# Curt Otto Baumgart
Curt Walter Otto Baumgart (São Paulo, 31 de julho de 1937 - 28 de setembro de 2010) foi um empresário e engenheiro brasileiro, era filho do empresário fundador da Vedacit, Otto Baumgart. Foi um dos donos do Grupo Baumgart e suas empresas desde o falecimento de seu pai nos anos 70, junto com seus irmãos Úrsula Erika Marianna Baumgart e Rolf Gustavo Roberto Baumgart. Está sepultado no Cemitério do Redentor, na zona oeste de São Paulo.

## História
Formou-se em engenharia mecânica na Escola Politécnica da Universidade de São Paulo, tendo atuado junto com a empresa de seu pai no projeto de impermeabilização da Ponte Rio-Niterói durante sua construção. Na década de 60, investiu na compra de terrenos na região da Vila Guilherme, às margens do Rio Tietê, os quais após um longo processo de terraplanagem e readequação foram utilizados para a construção do shopping Center Norte, idealizado por ele e inaugurado em 1984 e respectivamente dos outros empreendimentos que formam o complexo da Cidade Center Norte.
Curt contribuiu para o desenvolvimento da zona norte da cidade de São Paulo, queria colocar a região no mapa da cidade, visto que na época, a zona norte não era tão desenvolvida, sendo uma região composta em grande maioria por áreas residenciais, chácaras e algumas indústrias. Reservou um terço das lojas do shopping Center Norte em sua inauguração para os lojistas da região de Santana. Foi também dono do hotel Parthenon Nortel (atualmente Mercure São Paulo Nortel) no ínicio dos anos 2000.

## Homenagens
Ganhou em 1985, o prêmio de Empresário do Ano, da Associação Comercial de São Paulo, no ano seguinte, recebeu o título de Cidadão Paulistano, da Câmara Municipal de São Paulo. A Ponte da Vila Guilherme (Engenheiro Curt Walter Otto Baumgart) e a ETEC de Esportes Curt Walter Otto Baumgart, no bairro do Parque Novo Mundo, zona norte de São Paulo foram nomeadas em sua homenagem.